# 잠은행
《잠은행》(영어: Bank of Seoul)은 대한민국의 드라마이다.

## 캐스팅
- 박휘순 : 이성재 역 - 원작에선 금봉수.
- 양동근 : 잠은행장 역
- 이기영 : 박상무 역 - 원작에서는 박과장이다.
- 김소혜 : 지현수 역 - 지금 현재 수험생의 줄임말. 원작에는 등장하지 않는다.
- 차순배 : 이부장 역
- 김주헌 : 박과장 역
- 윤정옥 : 택시운전사 역
- 김예은 : 이성재 처 역

## 같이 보기
- 주X말의 영화